# Aspalathus pedicellata
Aspalathus pedicellata är en ärtväxtart som beskrevs av William Henry Harvey. Aspalathus pedicellata ingår i släktet Aspalathus och familjen ärtväxter. Inga underarter finns listade i Catalogue of Life.